# イアン・ブラック
イアン・ブラック（Ian Black、1943年11月12日 - ）は、カナダ・ウッドバイン競馬場を拠点とする調教師。過去にはキングヘイヴンファームの牧場長を務めていた。イングランド・バークシャー州出身。

## 来歴
幼少のころはポニー競馬や障害競走馬に騎乗していた。
1967年にフランク・ストロナック（現・マグナ・インターナショナル会長）に牧場長として雇用され、競走馬生産者としてのキャリアをスタートさせ、7年間牧場長を務めた。
1975年、キングヘイヴンファームの牧場長として育成業務に従事し、ウィズアプルーヴァルなどの生産を手がけた。しかしその後牧場の経営縮小実施にともない調教師へ転身した。
2005年、調教師として初勝利を挙げる。
2007年、マイクフォックスがクイーンズプレートを制し、管理馬がカナダ三冠競走初勝利を挙げた。
2008年、ラーイズアトーニーをマイルチャンピオンシップへ出走させるために日本を訪れた。

## おもな管理馬
- マイクフォックス（2007年クイーンズプレート）
- ラーイズアトーニー（2008年コンノートカップステークス、ウッドバインマイル）